# Resfriamento adiabático
Resfriamento adiabático consiste na descida de temperatura devido à mudança de pressão de um sistema - geralmente no estado gasoso - sem que haja uma troca de calor para o exterior desse sistema, que explique a descida de temperatura. É usado em meteorologia para explicar o fenômeno de resfriamento de uma parcela de ar à medida que esta rapidamente se eleva na atmosfera, expandindo-se devido à diminuição da pressão atmosférica com a altitude e diminuindo a sua temperatura devido à expansão sofrida.
O processo adiabático na atmosfera pode ser de dois tipos: seco e úmido. No processo adiabático seco, o ar resfria por diminuição de pressão na relação de 10°C/km, conforme o movimento ascendente do ar. Quando a temperatura chega a Temperatura de Ponto de Orvalho (TPO), ocorre a condensação mas mesmo assim o ar devido ao movimento ascendente continua a subir. A partir deste momento inicia o Processo adiabático úmido e o ar continua a perder temperatura mas na razão de 6ºC/km.
Uma parcela de ar pode subir devido a uma causa orográfica (como o vento subindo uma encosta) ou convectiva (aquecimento de uma parcela de ar junto ao solo). 
O processo inverso chama-se Aquecimento adiabático e ocorre quando uma parcela de ar desce, portanto comprimindo-se e elevando a sua temperatura por compressão, por exemplo ao descer uma encosta de montanha.